# 铁南县
铁南县，中国旧县名。
太岳抗日根据地设。1937年由平遥县析置，治所在彭坡头（今山西省平遥县城关镇东南）。1948年撤销，仍并入平遥县。